# Alcamo
Alcamo (sicilià Àrcamu) és un municipi italià, situat a la regió de Sicília i a la província de Trapani. L'any 2004 tenia 45.652 habitants. Limita amb els municipis de Balestrate (PA), Calatafimi Segesta, Camporeale (PA), Castellammare del Golfo, Monreale (PA) i Partinico (PA).

## Administració
| Període | Identitat     | Partit         |
| ------- | ------------- | -------------- |
| 2007-   | Giacomo Scala | Centreesquerra |

## Agermanaments
- Jelgava